# رائدة عبد الله بدر
رائدة بدر (ولدت في 22 فبراير ) هي لاعبة قوى أولمبية أردنية، وتعتبر أول أردنية تشارك بالألعاب الأولمبية، وقد مثلت الأردن في الألعاب الأولمبية الصيفية 1984 في لوس أنجلوس.

## المشاركة الأولمبية

### الألعاب الأولمبية الصيفية 1984
كانت رائدة الأصغر سناً والمرأة الوحيدة المشاركة في الأردن في هذه البطولة، حيث تبلغ من العمر 19 عاماً و 168 يوماً فقط.
ألعاب القوى – المرأة 3000 متر – الجولة الأولى
| مرتبة | الرياضي                      | الوقت      |
| ----- | ---------------------------- | ---------- |
| 1.    | ماري ديكر (الولايات المتحدة) | 8.44.38 OR |
| 2.    | لين ويليام (كندا)            | 8.45.77    |
| 3.    | انييسي بوساماي (إيطاليا)     | 8.45.84    |
| 4.    | أورورا كونها (البرتغال)      | 8.46.38    |
| 5.    | ديان رودجر (نيوزيلندا)       | 8.47.90    |
| 6.    | جين فورنيس (بريطانيا العظمى) | 8.48.00    |
| 7.    | هيلين كيمايو (كينيا)         | 8.57.21    |
| 8.    | رويسين سميث (جزيرة أيرلندا)  | 9.01.69    |
| 9.    | ريدة عبد الله (الأردن)       | 10.48.00   |
| —     | هيلين ريتر (ليختنشتاين)      | DNS        |

## روابط خارجية
- رائدة عبد الله بدر على موقع الاتحاد الدولي لألعاب القوى (الإنجليزية)
- رائدة عبد الله بدر على موقع أوليمبيديا (الإنجليزية)